# Oecetis maculipennis
Oecetis maculipennis är en nattsländeart som beskrevs av Georg Ulmer 1922. Oecetis maculipennis ingår i släktet Oecetis och familjen långhornssländor. Inga underarter finns listade i Catalogue of Life.